# Hydroporus discretus
Hydroporus discretus is een keversoort uit de familie waterroofkevers (Dytiscidae). De wetenschappelijke naam van de soort is voor het eerst geldig gepubliceerd in 1859 door Fairmaire & Brisout de Barneville.